# Epinecrophylla fjeldsaai
Epinecrophylla fjeldsaai é uma espécie de ave da família Thamnophilidae. Era anteriormente colocada no género Myrmotherula.
Pode ser encontrada nos seguintes países: Equador e Peru.
Os seus habitats naturais são: florestas subtropicais ou tropicais húmidas de baixa altitude.